# Občina Šentrupert
Občina Šentrupert je ena izmed občin v Sloveniji, ki je bila ustanovljena 14. junija 2006 z izločitvijo dotedanje Krajevne skupnosti Šentrupert iz Občine Trebnje (obenem z izločitvijo sosednje občine Mokronog - Trebelno).
Od 15. aprila 2010 ima občina Šentrupert tudi svojo zastavo in grb. Le-ta ima zgodovinsko podlago pri sveti Emi in plemiški družini Barbo.

## Naselja v občini
Bistrica, Brinje, Dolenje Jesenice, Draga pri Šentrupertu, Gorenje Jesenice, Hom, Hrastno, Kamnje, Kostanjevica, Mali Cirnik pri Šentjanžu, Okrog, Prelesje, Ravne nad Šentrupertom, Rakovnik pri Šentrupertu, Ravnik, Roženberk, Slovenska vas, Straža, Šentrupert, Škrljevo, Trstenik, Vesela Gora, Vrh, Zabukovje, Zaloka

## Znamenitosti
Občina Šentrupert postaja bolj in bolj znana po edinstvenem muzeju na postem: Deželi kozolcev. Muzej si je prislužil naziv EKO MUZEJ. Dežela kozolcev je edini muzej kozolcev na svetu.